# 三合字母
三合字母（trigraph、或稱三重音字、三重字），在字母系統上是由3個字母組合成的語音，而組成的語音與個別字母的發音不同。且能由三合字母表記出新的語音（音位）。

## 德語範例
- sch ～schwimmen /ʃ/（IPA）= /S/（X-SAMPA）

## 法語範例
- eau ～eau /o/
- oin ～loin /wɛ̃/ = /wE~/
- ien ～bien /jɛ̃/ = /jE~/ 
-ien的單語結尾，出現在動詞的固定形式上如：viens、vient等、僅有／jɛ̃／的讀法，其它的en僅有下列讀法／jɑ̃／。
patient /pasjɑ̃/, science /sjɑ̃s/
- tch ～Tchad /tʃ/ = /tS/ 
主要出現在外來音上

## 閩南語範例
- chh /tsʰ/：（出）、（冊）

## 外部連結
- The Sounds of Spoken Language （英文）